# Mihăești (Olt)
Mihăești is een Roemeense gemeente in het district Olt, bestaande uit de dorpen Mihăești en Bușca.

## Demografie
Volgens de Roemeense volkstelling uit 2021, telt de inwoneraantal van Mihăești 1.311. Deze is minder dan de volkstelling in 2011 wanneer het inwoneraantal 1.678 was.